# Sophie Bevan
Sophie Bevan   (Somerset, 1983) és una cantant d'òpera britànica amb veu de soprano.

## Vida i treball
Sophie Bevan és la gran de vuit germans i prové d'una família musical. El seu avi, professor de música a una escola de Somerset, va tenir catorze fills i va fundar el "Bevan Family Choir", que va enregistrar i fer gires. Va començar a actuar com a solista al "Berkshire Youth Choir" als 13 anys i va estudiar amb Lillian Watson a la "Benjamin Britten International Opera School" del Royal College of Music. Com a part dels seus estudis va ser guardonada amb el "Queen Mother Rose Bowl".
La carrera del cantant va començar aviat i immediatament amb papers principals. A l'Òpera Nacional anglesa va cantar la seva primera Sophie, una sèrie d'òperes barroques, en els rols de, Despina, Yum-Yum i Léïla. A l'Òpera Nacional de Gal·les de Cardiff va assumir el paper principal a Příhody lišky Bystroušky (La guineueta astuta) de Janáček, coneguda en anglès com The Cunning Little Vixen.
El setembre de 2012, Bevan va debutar com l'ocell del bosc a Siegfried de Richard Wagner a la Royal Opera House Covent Garden de Londres i des d'aleshores ha cantat els papers de Mozart; Pamina, Ilia i Susanna en aquesta casa, així com Èdipe a l'òpera rarament interpretada Antígona de George Enescu. Va actuar com a Pamina al Teatro Real de Madrid i com a Ninetta a La gazza ladra de Rossini a l'Òpera de Frankfurt.
Sophie Bevan ha actuat a tres grans festivals europeus fins ara:
- Al Festival de Garsington va cantar Susanna (amb la seva germana Mary com Barbarina) el 2010, Pamina el 2011 i Donna Elvira el 2012.
- El 2015, el Festival de Glyndebourne en el paper de Michal en una versió escenificada de l'oratori Saul de Haendel.
- Al Festival de Salzburg el 2016 va assumir el paper de Beatriz a l'estrena de The Exterminating Angel de Thomas Adès.

La temporada 2016/17 torna al Covent Garden com a Sophie a Der Rosenkavalier i com a Beatriz a The Exterminating Angel d'Adès (en la producció d'estrena al Festival de Salzburg 2016).
El seu repertori de concerts va des de Händel fins a James MacMillan i inclou tant cançons com obres orquestrals amb solos folk. Ha treballat amb diversos directors notables, com Edward Gardner, Daniel Harding, Philippe Herreweghe, Harry Bicket, Sir Charles Mackerras i Sir Neville Marriner. Va fer el seu debut als BBC Proms el 9 d'agost de 2012, al costat del tenor Toby Spence i el director d'orquestra Mark Elder. El concert va estar dedicat a una selecció de cançons populars d'Ivor Novello i més tard va ser emès per la BBC. Va fer aparicions com a convidada -en concerts d'òpera i oratoris- al Festival Händel a "Halle an der Saale", al Festival International d'Opera Baroque de Beaune i al Festival Internacional d'Edimburg, al Festival de Lucerna, així com a Birmingham, a Tanglewood, a la "Handel and Haydn Society" de Boston i al Barbican Centre de Londres.
En l'àmbit de la cançó, canta obres seleccionades des del barroc i clàssic fins a Debussy i Max Reger fins a l'actualitat i treballa sobretot amb el pianista Sebastian Wybrew, i ocasionalment també amb Malcolm Martineau, amb qui va fer un recital de cançons al Concertgebouw d'Amsterdam i un concert de Max Reger, CD gravat. El seu programa de debut al Wigmore Hall de Londres el gener de 2011 va incloure cançons de Schubert, Strauss, Mendelssohn Bartholdy, Debussy i Poulenc. Un altre concert al Wigmore Hall l'any 2014 es va centrar en cançons de la Primera Guerra Mundial.

## Rols d'òpera
- Bizet: Les pêcheurs de perles (Leïla)
- Gilbert i Sullivan: The Mikado (Yum-Yum)
- Janáček: La guineueta astuta
- Monteverdi: L'incoronazione di Poppea (Poppea, Amor)

Mozart

- Così fan tutte (Despina)
- Don Giovanni (Donna Elvira, Zerlina)
- Idomeneo (Ilia)
- Les noces de Figaro (Susanna, Barbarina)
- Die Schuldigkeit des ersten Gebots (Esperit mundanal)
- La flauta màgica (Pamina)

Strauss
- Der Rosenkavalier (Sophie)

La cantant també va interpretar papers en obres barroques poc interpretades, com ara Publio a La clemenza di Tito de Gluck, Polissena a Radamisto de Händel i Constanza a Riccardo Primo, Télaïre a Castor et Pollux de Rameau i Alinda a L'incoronazione di Dario de Vivaldi.

## Discografia
- Paul Carr: Requiem For An Angel, per Mark Stone (Bariton), el Chorus Angelorum i el Bath Philharmonia, Director: Gavin Carr (Stone Records 2010)
- Gaetano Donizetti: Caterina Cornaro, amb Carmen Giannattasio, Colin Lee, Troy Cook, Graeme Broadbent, Vuyani Mlinde, Loïc Félix und Sophie Bevan; BBC Symphony Orchestra, Dirigent: David Parry (Opera Rara 2013)
- Max Reger: Songs, amb Malcolm Martineau, Piano (Hyperion Records,  CDA68057, 2016

## Premis
- 2011: Critics' Circle Music Award al talent jove excepcional[3]
- 2012: South Bank Sky Arts Awards, The Times Breakthrough Award
- 2013: Premi Internacional d'Òpera al millor cantant jove

## Altres fonts
- English National Opera
- Garsington Opera-(anglès)
- Royal Opera House Covent Garden, breu biografia de la cantant (anglès)-/https://www.roh.org.uk/about/people-pages
- Festival de Salzburg, breu biografia del cantant-
- Askonas Holt, breu biografia de la cantant (anglès) Arxivat 2016-06-19 a Wayback Machine.
- Hyperion Records, breu biografia del cantant (anglès)
- Jessica Duchen-/A: The Independent. 7 de gener de 2011, consultat el 25 de juliol de 2016.
- Rupert Christiansen--A: The Telegraph. 19 d'octubre de 2011, consultat el 25 de juliol de 2016.
- Alison Feeney-Hart:-- A: BBC. 21 de desembre de 2013, consultat el 25 de juliol de 2016.